# (9401) 1994 TS3
1994 تي أس 3 (ويعرف أيضًا باسم (9401) 1994 تي أس 3 وفق تسمية الكوكب الصغير) (بالإنجليزية: 1994 TS3)‏ هو كويكب ضمن حزام الكويكبات؛ وترتيبه 9401 من حيث الاكتشاف.
اكتُشف هذا الجُرم الفلكي بواسطة تاكيشي أوراتا ‏ في 13 أكتوبر 1994.

## وصلات خارجية
- (9401) 1994 TS3 في قاعدة بيانات مختبر الدفع النفاث لأجرام النظام الشمسي الصغيرة

- الاكتشاف · مخطط المدار ·  العناصر المدارية · المعلمات المادية

- (9401) 1994 TS3 على موقع ويكي سكاي: DSS2, SDSS, GALEX, IRAS, Hydrogen α, X-Ray, Astrophoto, Sky Map, Articles and images